# Beaufays
Beaufays is een dorp in de Belgische provincie Luik en een deelgemeente van de gemeente Chaudfontaine. Tot 1 januari 1977 was het een zelfstandige gemeente.

## Bezienswaardigheden
- De Priorij van Beaufays (Preuré de Beaufays) ontstond in 1123 te Bellefontaine en was een convent van de Reguliere Kanunniken van Sint-Augustinus. Opgeheven in 1798 kwam de priorij in particuliere handen tot ze in 1890 werd aangekocht door de uit Duitsland verdreven zusters Ursulinen. De gebouwen stammen onder meer uit de 17e en 18e eeuw.
- De Sint-Jan-Evangelistkerk (Église Saint-Jean l'Evangéliste) is de voormalige kloosterkerk van de priorij die begin 19e eeuw een parochiekerk werd. De kerk heeft een rijke inventaris die voornamelijk uit de 18e eeuw stamt.
- Het Château des Oies is een classicistisch huis uit de 18e eeuw.

## Natuur en landschap
De hoogte aan de kerk bedraagt 275 meter. De omgeving is bosrijk en vanaf de hoogvlakte heeft men uitzicht op de valleien van de Ourthe en de Vesdre.

## Demografische ontwikkeling
- Bronnen:NIS, Opm:1831 tot en met 1970=volkstellingen, 1976= inwoneraantal op 31 december

## Nabijgelegen kernen
Chaudfontaine, Tilff, Embourg, Trooz, Ogné, Noidré